# Pass der Republik
Der Pass der Republik (bulgarisch Проход на Републиката/Prochod na Republikata, bis 1948 Хаинбоазки проход/Chainboaski prochod, oder nur Хаинбоаз/Chainboas) ist ein bedeutender Gebirgspass in Bulgarien im zentralen Balkangebirge. Über den Pass verläuft die Nationalstraße 2. Ordnung II-55, eine der wichtigsten Verkehrsadern des Landes sowie des Transitverkehrs zwischen der bulgarisch-türkischen Grenze und der bulgarisch-rumänischen Grenze. Entlang des Passes liegen folgende Dörfer (von Süd nach Nord): Ptschelinowo, Slatirad, Lagerite, Mischemorkow Chan, Iwanowzi, Piramidata, Bischuwzi, Ruskowzi, Rajkowzi, Bojtschowzi und Dimowzi.
Über den Pass gelang es im Juli 1877 General Josef Gurko im Russisch-Osmanischen Krieg, die osmanischen Truppen zu umgehen, das Gebirge zu passieren und anschließend Stara Sagora einzunehmen.
Nach der Gründung der Volksrepublik Bulgarien wurde am Pass die erste Jugendbrigade des Kommunistischen Jugendverbandes Dimitroff (Димитровски комунистически младежки съюз) eingesetzt, die von der Bulgarischen Kommunistischen Partei organisiert worden war, welche die Straße erweiterte und asphaltierte.
Zwischen 2006 und 2009 wurde die Passstraße erneuert und an einigen Stellen erweitert.